# Taft-Katsura-aftalen
Taft-Katsura-aftalen (japansk: 桂・タフト協定 eller Katsura-Tafuto Kyōtei) var et hemmelig diplomatisk meorandum mellem USAs krigsminister William Howard Taft og Japans statsminister Katsura Taro indgået den 29. juli 1905.
I aftalen anerkender USA, at Korea er en del af Japans interessesfære, mens Japan i bytte anerkender, at Filippinerne er en del af USAs interessesfære. Aftalen blev først kendt i 1924 og var ikke en normal bilateral aftale, men alene et mødememorandum, ment for at lette de japansk-amerikanske forhold.

## Detaljer
Taft-Katsura-aftalen består af mødenotater med dele af en lang og hemmelig samtale mellem Katsura og Taft i Tokyo om morgenen den 27. juli 1905. Memorandummet, hvor detaljerne blev skrevet ned, er dateret to dage senere.
Mødet vedrørte tre specielle forhold:
- Fred: Katsura præsenterede sit syn på fred i Østasien, som ifølge ham var grundprincippet i Japans udenrigspolitik, og sikrede fred og gode forhold mellem Japan, USA og Storbritannien.

- Filippinerne: Taft mente, at det var i Japans interesse, at Filippinerne blev styret af en stærk og venligsindet nation som USA. Katsura bekræftede dette og sagde, at Japan ikke havde planer knyttet til Filippinerne.

- Korea: Katsura gjorde det klart, at Korea var af største vigtighed for Japan, og at Korea var en direkte årsag til den nylig afsluttede russisk-japanske krig. Katsura mente, at en løsning på Korea-spørgsmålet ville være en logisk følge af krigen. Han mente, at dersom Korea blev overladt til sig selv, ville landet kunne indgå aftaler og traktater med andre nationer, og dermed skabe nye problemer. Derfor ville Japan gennemføre tiltag for at undgå, at Korea bidrog til, at Japan måtte involvere sig i en ny krig med en fremmed magt.

Taft mente, at etableringen af et japansk protektorat i Korea ville bidrage til stabilitet i Østasien. Han mente også, at præsident Theodore Roosevelt erklære sig enig i hans eget syn.
Dette var også rettet direkte mod Kina, som indtil den kinesisk-japanske krig i 1894-95 havde Korea som en del af sin interessesfære. Efter, at Rusland var slået i den japansk-russiske krig, og USA gennem Taft-Katsura-aftalen gjorde sit syn kendt, lå alt til rette for, at Japan kunne tage fuld kontrol over Korea uden at frygte, at nogen stormagt ville intervenere. Det gjorde Japan også, og Korea blev ikke frigivet før Japans kapitulation efter 2. verdenskrig, nærmere bestemt den 15. august 1945.

## Koreansk reaktion
Koreanske historikere mener, at Taft-Katsura-aftalen brød med "Den koreansk-amerikanske traktat for venskab og handel" som var blevet underskrevet i Incheon den 22. maj 1882. Joseon-regeringen mente, at traktaten var en forsvarspagt, hvilket amerikanerne ikke gjorde.
Eftersom aftalen åbnede vejen for Korea under japansk overherredømme, hvilket senere blev stadfæstet i Portsmouth-traktaten, kan aftalen ses som den direkte årsag til, at Japan koloniserede Korea.
I dag anses Taft-Katsura-aftalen som en historisk fodnote, men blandt koreanske aktivister lever den i bedste velgående i mediebilledet som et eksempel på, at USA ikke er til at stole på, når der er tale om koreansk suverænitet.